# Premio Casa de América de Poesía Americana
El Premio Casa de América de Poesía Americana, es un premio literario otorgado por consorcio público Casa de América, "con el ﬁn de estimular la nueva escritura poética en el ámbito de las Américas, con especial atención a poemas que abran o exploren perspectivas inéditas y temáticas renovadoras".
El premio, que galardona obras inéditas, tiene entre su lista de ganadores a varios de los poetas más importantes de América Latina contemporánea como Yolanda Pantin, Piedad Bonnett, Carmen Boullosa, Eduardo Chirinos o Rafael Courtoisie.

## Galardonados
| Año  | País                 | Obra ganadora                 | Autor                |
| ---- | -------------------- | ----------------------------- | -------------------- |
| 2001 | Perú                 | Breve historia de la música   | Eduardo Chirinos     |
| 2002 | Argentina            | La vista                      | Claudia Masí         |
| 2003 | Colombia             | Colección privada             | Ramón Cote           |
| 2004 | Ecuador              | Mordiendo el frío             | Edwin Madrid         |
| 2005 | México               | Viernes en Jerusalén          | Marco Antonio Campos |
| 2006 | Chile                | En un abrir y cerrar de ojos  | Óscar Hahn           |
| 2007 | Chile                | Papeles de Harek Ayun         | Omar Lara            |
| 2008 | Argentina            | Palma real                    | Jorge Boccanera      |
| 2009 | Colombia             | Biblia de pobres              | Juan Manuel Roca     |
| 2010 | Cuba                 | El rumbo de los días          | Waldo Leyva          |
| 2011 | Colombia             | Explicaciones no pedidas      | Piedad Bonnett       |
| 2012 | República Dominicana | Lenguaje del mar              | José Mármol          |
| 2013 | Argentina            | Cuando todo calla             | Hugo Mujica          |
| 2014 | Uruguay              | Parranda                      | Rafael Courtoisie    |
| 2015 | Perú                 | Las musas se han ido de copas | Nilton Santiago      |
| 2016 | El Salvador          | Medianoche del mundo          | Jorge Galán          |
| 2017 | Venezuela            | Lo que hace el tiempo         | Yolanda Pantin       |
| 2018 | Argentina            | Los primeros indicios         | Franco Bordino       |
| 2019 | México               | La aguja en el pajar          | Carmen Boullosa      |
| 2020 | Honduras             | Los cisnes negros             | Rolando Kattán       |
| 2021 | Colombia             | Se arrodillan para beber      | Ángela García        |
| 2022 | República Dominicana | Después de tanto arder        | Soledad Álvarez      |
| 2023 | Nicaragua            | El encuentro absoluto         | Daisy Zamora         |
| 2024 | Colombia             | Querida Beth                  | Andrea Cote Botero   |